# Kermen
Kermen (în bulgară Кермен) este un oraș în partea de sud a Bulgariei. Aparține de comuna Kermen, regiunea Sliven.

## Demografie
Componența etnică a orașului Kermen
     Bulgari (77,45%)
     Romi (9,38%)
     Nicio identificare (12,88%)
     Altele (0,27%)
La recensământul din 2011, populația orașului Kermen era de 1.801 locuitori. Din punct de vedere etnic, majoritatea locuitorilor (77,45%) erau bulgari, cu o minoritate de romi (9,38%). Pentru 12,88% din locuitori nu este cunoscută apartenența etnică.